# Folkets första parti
Folkets första parti (Qīnmíndǎng) är ett konservativ parti i Taiwan (även Republiken Kina). 
Det grundades av James Soong sedan denne misslyckats som oberoende kandidat i presidentvalet år 2000. Man samarbetar nära med Soongs gamla parti Kinas nationella folkparti, som del av den Pan-blå kraften. Denna koalition lade i valet, lördagen den 12 januari 2008, beslag på 86 av de 113 platserna i parlamentet.